# Grand Prix moto de Grande-Bretagne 2018
Le  Grand Prix moto de Grande-Bretagne 2018 est la 12e manche du championnat du monde de vitesse moto 2018. 
Cette 42e édition du Grand Prix moto de Grande-Bretagne s'est déroulée du 24 au 26 août sur le circuit de Silverstone.
La piste étant détrempée et la qualité de l'asphalte remis en cause, pour des raisons de sécurité, la direction de course a décidé d'annuler toutes les courses du dimanche,.
Il faut remonter au Grand Prix moto d'Indianapolis 2008 pour voir une course d'un Grand Prix moto annulée à cause des conditions météorologiques, mais seule la course 250 cm3 n'avait pas pu être disputée à ce moment à cause de l'Ouragan Ike.
En catégorie reine, il faut remonter au Grand Prix moto d'Autriche 1980 pour voir une course annulée. La neige s'était alors invitée à l’événement. 
Plus récemment, au Grand Prix moto du Qatar 2009, les courses 250 cm3 et 125 cm3 ont été raccourcies à respectivement 13 et 4 tours alors que la course Moto GP a elle été reportée au lendemain (lundi).